# Luis de Milán

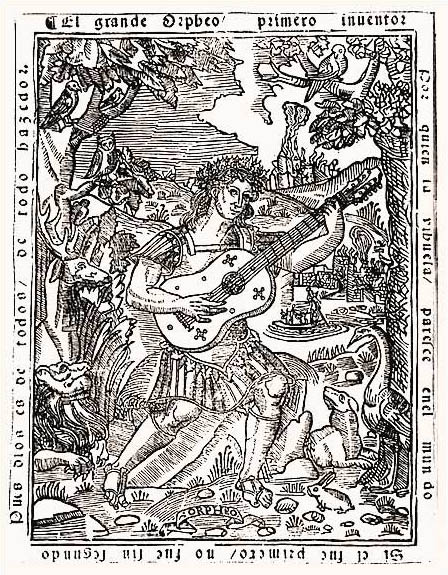
Orfeo tocando una vihuela. Imagen de El Maestro.

Luis de Milán (antes de 1500 - después de 1561), también conocido como Lluís del Milà, Lluís Milà, Luys Milán, Luis Milán o Luys de Milán, fue un compositor y vihuelista español del Renacimiento. Es conocido por ser el primer compositor que publicó música para vihuela y uno de los primeros en dar instrucciones para marcar el tempo en la música.

## Su vida
Probablemente nació en Játiva, y murió y vivió la mayor parte de su vida en Valencia, aunque no contamos con noticias fidedignas de ello. Su familia era de origen aristocrático. Sus padres fueron Luys de Milán y Violante Eixarch.
Viajó a Portugal, donde estuvo en la corte de Juan III, a quién dedicó su libro El Maestro. Algunos indicios parecen indicar que también viajó a Italia. Sin embargo, el centro musical que acaparó las actividades musicales de Milán fue Valencia, principalmente en la corte virreinal de Fernando de Aragón, duque de Calabria, y Germana de Foix, donde estuvo hasta 1538.

## Su obra
Se tiene en cuenta un cancionero muy importante de la música del renacimiento, llamado Cancionero de Upsala, porque se encontró allí, o Cancionero del Duque de Calabria, porque trabajó para él.
Milán publicó tres obras a lo largo de su vida, todas ellas en Valencia. De ellas sólo la segunda contiene música:
- Libro de Motes de damas y caballeros, intitulado El juego de mandar , en 1535
- El Maestro
- El Cortesano, en 1561. Inspirado en la obra del mismo nombre de Baltasar de Castiglione. Aporta detalles valiosos sobre la vida cotidiana en la corte de Valencia y sobre la propia práctica musical de Milán.

### El maestro
Es importante a nivel musical español por ser el primer libro publicado en España para la enseñanza de un instrumento musical.
Es un libro de música de vihuela publicado en Valencia, en 1536. Su nombre completo es Libro de música de vihuela de mano intitulado El Maestro. A diferencia de otros libros para vihuela publicados en la misma época, no contiene adaptaciones de obras vocales polifónicas (a las que se denominaba intabulaciones). Todas las piezas son, por tanto, originales de Milán. 
Su perfección, tanto en su ordenación didáctica como en su contenido estético, nos lleva a suponer una larga y madurada tradición en la composición vihuelística de la cual no quedan sino nombres celebrados en su época. 
Está dividido en dos libros y contiene fantasías, pavanas, tientos, villancicos, romances y sonetos.
La mayor parte del libro de Milán son fantasías contrapuntísticas que demuestran un estilo instrumental muy maduro y cercano a la improvisación, empleando técnicas imitativas relativamente crudas. El estilo contrapuntístico es típico de todos los libros dedicados a la vihuela.
También se incluyen canciones españolas, italianas y portuguesas, además de tientos y pavanas. En algunos aspectos, es este el libro más original de todos los vihuelistas. Luis de Milán fue uno de los primeros músicos que incluyó en sus tablaturas indicaciones para el tempo, y quizá el primero en dar una definición del rubato.

## Discografía
- Véase la sección de discografía de: El Maestro (discografía).